# Карамас-Пельга
Карамас-Пельга (удм. Уддяди) — деревня в Киясовском районе Удмуртской Республики. Административный центр Карамас-Пельгинского сельского поселения.

## География
Расположена на реке Утдядинка в 66 км к югу от Ижевска и 6 км к юго-западу от села Киясово.

## История
Встречается первое письменное упоминание о Карамас-Пельге в переписи 1710 года. В это время в деревне насчитывалось три двора. Тогда у неё было другое название — Курмас-Пелга.
Историки полагают, что Карамас-Пельгу основали в конце XVII века выходцы из селений Старая-Селья современного Киясовского района, деревня Итишево и Судамес-Пельга современного Малопургинского района. Две родовые группы Пельга и Салья образовали отдельные околотки: Уддяди-Салья и Карамас-Пельга. На самом деле это были всего лишь две улицы, но до революции они числились как отдельные населённые пункты.

## Население
| 2010 | 2012 |
| ---- | ---- |
| 575  | ↘569 |

## Объекты социальной сферы
- Средняя общеобразовательная школа.
- Детский сад.
- Фельдшерско-акушерский пункт.
- Клуб.
- Библиотека.